# 仙台市立折立小学校
仙台市立折立小学校（せんだいしりつおりたてしょうがっこう）は、宮城県仙台市青葉区にある公立小学校である。2021年の児童数は290人、14学級、教職員30人。

## 所在地
- 宮城県仙台市青葉区折立4丁目2番1号

## 交通アクセス
- 仙台市営バス折立小学校前バス停下車徒歩4分

## 沿革
- 1873年（明治6年）7月9日 - 大梅寺内に第7大学区第3中学区第2小学区茂庭小学校綱木支校として発足する。
- 1947年（昭和22年）4月1日 - 新学制実施により、生出村立生出小学校折立分校となる。
- 1956年（昭和31年）4月1日 - 仙台市立生出小学校折立分校となる。
- 1968年（昭和43年）4月1日 - 仙台市立八幡小学校折立分校となる。
- 1971年（昭和46年）4月 - 仙台市立八幡小学校から分離独立して開校。仙台市48番目の小学校として発足する。
- 1988年（昭和63年）4月 - 旧宮城町郷六地区が広瀬小学校より編入。[2]

## 学区
- 折立、西花苑、茂庭（青葉区）、郷六[3]。
  - 郷六地区は以前は広瀬小学校の学区だったが、旧宮城町が仙台市に合併されたあと、広瀬小学校よりも距離的に近い折立小学校の学区に編入された。

## 卒業後
- 生徒のほとんどが折立中学校へ進学する[3]。

## 東日本大震災の影響
- 2011年3月11日に発生した東日本大震災の影響で校舎に大きな損傷があり、また校門付近で土砂崩れが発生したこと、また周囲も家が傾く被害が多くなったこともあり、折立小学校での授業が困難となったために4月より近くの折立中学校を間借りしての授業となった。2014年4月に元の校舎での授業が再開した。